# 愚民政策
愚民政策或蒙昧主义（英語：Obscurantism，意味：变暗，黯淡）即为故意阻扰事情的明朗化进程或不将事件全部信息公之于众。对于愚民政策，一直以来有两个学术上的常见解释：（1）有意封闭知识—与传播知识悖逆，如某个政体不讓信息为公众所知；（2）故作隐晦—某种故作含糊，模糊不清的创作风格（体现在某些文学艺术作品中）。愚民政策被認為是社會裡上層階級用來剝削底下下層階級的一種有效手段。
反愚民政策：人文主义学者乔纳森·卢希林（1455-1522）十分反对愚民政策。愚民政策一词来源于16世纪讽刺文学作品《Epistolæ Obscurorum Virorum》（译为《愚人来信》）的题目，该作品内容基于德国人文主义学者乔纳森·卢希林和多米尼加僧侣之间的争论，如和僧侣乔纳森·佛夫孔有关如果为非基督教徒是否该将所有的犹太书籍都烧毁的问题。早先，在1509年，僧侣佛夫孔从马克西米兰一世（1486-1519），即神圣罗马皇帝处获得许可，焚毁罗马境内所有《塔木德》（有关犹太法律及犹太伦理）的副本；《愚人来信》一书对多米尼加僧侣有关焚毁“非基督教”作品的争论进行了讽刺。
在18世纪，启蒙运动的哲学家们用“愚民政策”这一术语来描述那些启蒙运动的反对者，以及反对者们对知识自由传播的定义。此外，在19世纪，在区别形而上学理论中所提到的多种愚民政策形式及神学者伊曼努尔·康德所持的批判哲学中所提到的“更微妙的”愚民政策，以及当代哲学的怀疑论，弗里德里希·尼采说：“愚民政策暗黑艺术的要素并不是模糊人们的个体理解，而是想要诋毁我们所看到的世界，使我们对于存在的理解变的模糊。”

## 語源
「Obscurantism」這個字源自拉丁文的obscurare，意思就是「使之變黑暗」。過往知識都與光明作配對，所以「使之變黑暗」其實含有「使之變愚昧」的隱藏意思。
這個詞語後來演變出兩種不同的意思：
1. 其一用於文學或藝術上，指作者刻意地把主題變得空泛或過於深奧；
2. 其二是指一種對知識傳播的拒抗，或一種阻止知識在公眾流傳的政策。

## 封闭知识

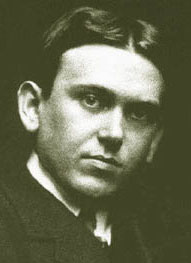
孟肯

将封闭的知识只提供给掌管阶层的某位精英。愚民政策从基本上就是反民主的，因其反智主义及精英主义思想的构成排斥公众，认为公众的智力水平不配获知真相及政府执政情况。
在18世纪，实施君主政体的法国，政治学者孔多塞侯爵列出文件证明贵族在对待社会问题上所采取的愚民政策最终激发了法国大革命（1789-1799），而这场革命使得当朝官员被罢免，当时的统治君王路易十六也被推翻。在19世纪，早期的达尔文学说支持者数学家威廉·克利福德，在得到牧师对其改革意愿的支持后便写了一系列作品希望能将英国境内的愚民政策连根拔起，公然抨击改革是非基督教徒的行为。此外，愚民政策常与宗教原旨主义相关，但愚民政策的内容有悖于神学原本独立且忠贞的理念。这二者的区别在于神学是以诚挚的宗教信仰作为前提，而愚民政策是基于少数派对主流信仰的篡改而实现其政治目的的道具。
愚民政策学者自身也许是个科学家、哲学家、忠诚可信之人、淘气学童或者只是个不可知论论者。为达到此效果，愚民政策者们限定知识的出版，延伸及传播；其行动证据就是他们利用古希腊哲学家柏拉图在公元前380年所发表的政治言论“高贵的谎言”作为国家的管理条例来抵制普世信仰现状。因此“知识被封闭的安稳现状”，即愚民政策的意旨，正被宗教运动中维新派及怀疑论者如宗教批评者—H·L·孟肯所实施推行。

### 柏拉图

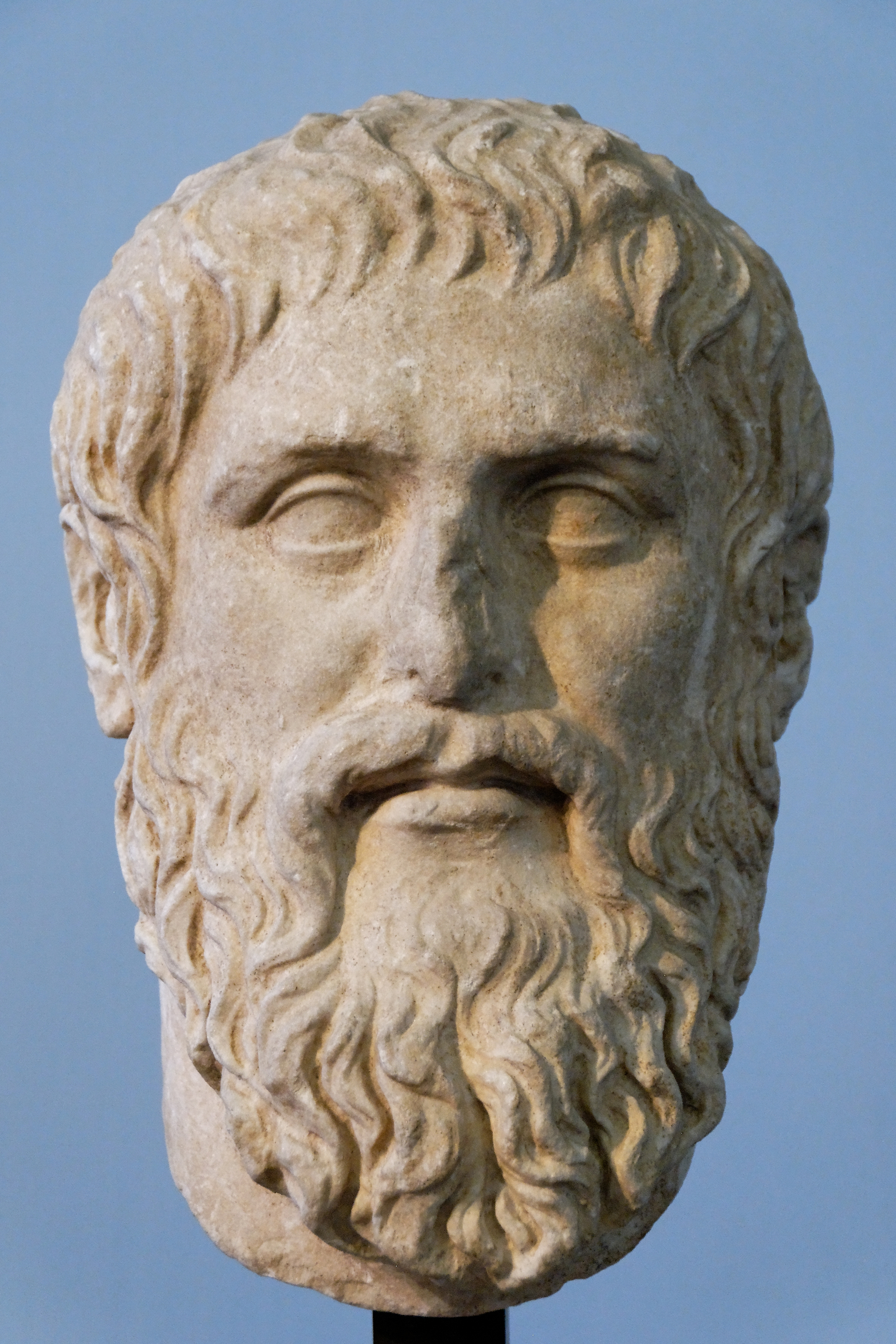
柏拉图

柏拉图（Silanion Musei Capitolini），愚民政策者，青睐于将知识信息进行封闭（在出版，传播，扩散方面），不公布于大众。他认为这样做将“有利于”国民及城邦。在《理想国》一书中，古希腊时期（公元前4世纪-6世纪）盛行着愚民政策，在书中，柏拉图通过“高贵谎言”，即那些神秘的理由来说服明君管理社会。为保持社会的稳定性，“高贵谎言”将人们分成不同等级，这决定了他们在生活及社会中的地位，每个男性，女性都按等级获取相应的金，银，铁；一些人保管黄金，而其它服务人员（例如士兵，农民，木工等）则保管银和铁。
值得一提的是，Politeía（“城邦统治”），也就是“统治”而非“治理”，是《理想国》一书的原名。从历史上的观点来说，统治者和领导者们理解最为深刻的观点即为他们固有的极权主义思想。在《持疑者论》(Skeptical Inquier)杂志（2004年9月-10月刊）中，名为“愚民政策，暴政及黑白谬论”的文章中引用了贝尔根·埃文斯教授的话“愚民政策及暴政是为一家”。

## 故作隐晦
在第二个解释中，“愚民政策”意味着故意将知识深化隐晦，让人难理解。在19~20世纪，“愚民政策”成为引起争论的术语，用来指责某位作家故意将作品写得深奥难懂，来隐藏其学识的薄弱。若某位哲学家并非经验主义者也非实证法学者则也会被指责为利用愚民政策形式表达其抽象的理论。由于哲学的原因，这些作家也许会将自己的文章进行修改，推翻，使得文章内含有可验证性和可证伪性，或是逻辑上不再矛盾。此所谓的隐晦观点（深奥的，模棱两可的）写作并不能说明作者不善于捕捉主题，也许是因为一些无法理解的文章常常是有所特指的或是出于某些哲学需要。
　　　

### 亚里士多德
在当下就美德伦理的讨论中，亚里士多德的尼各马可伦理学也被指为伦理愚民政策，因为其科技性的，哲学式的语言及写作风格，同时该伦理的内容是面向某个受过良好教育的统治精英。
　　　

### 康德
康德发明的专业术语并未被广泛理解。叔本华声称，“后康德哲学家”例如费希特，谢林和黑格尔都有意模仿康德的写作风格。“因为他的写作风格晦涩，康德的思想很少被他人正确理解，就此在看到康德所取得了一些成功后，似乎所有的哲学作家都开始致力于写那些更不明朗的文字，觉得这样一定会成功！”
　　　

### 黑格尔

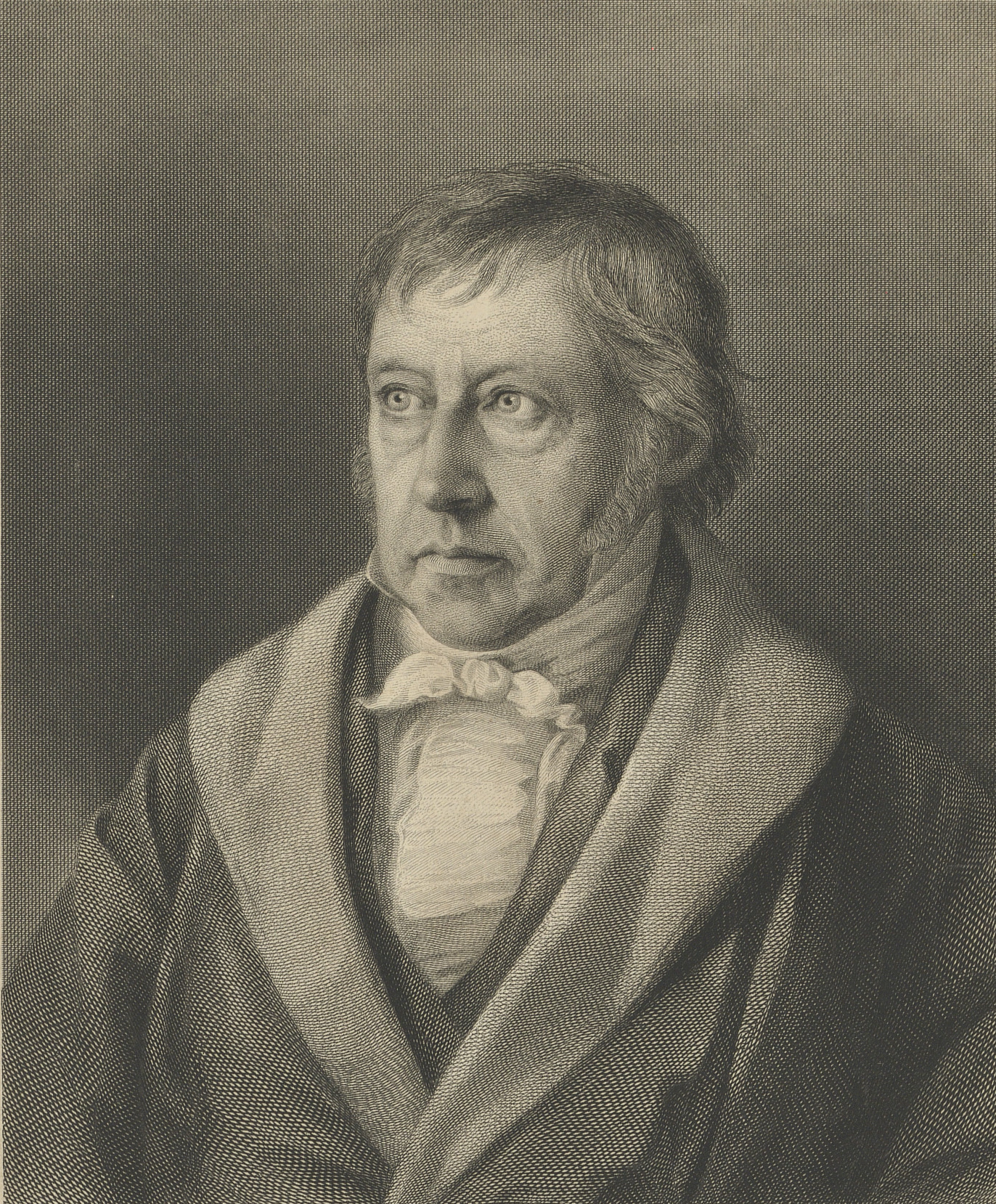
黑格尔

黑格尔的哲学及他所推崇的那些哲学，也被指为愚民政策。分析与实证哲学家，例如A·J·艾耶尔、伯特兰·罗素及批判型唯理学者卡尔·波普尔，指责黑格尔和他的黑格尔哲学故作蒙昧。至于黑格尔的哲学，阿瑟·叔本华写到“……这就是一堆骗人的把戏，只会让我们的子孙后代认为我们的时代充满了无尽的笑柄。这都是伪哲学，让人心力交瘁，粉碎人民内心真正的想法，同时，滥用语言，描述空洞无力，无意识，无思想，若要说他的文章成功，那就要数那令人瞠目结舌的连篇废话……”
但是，传记作者特里·平卡德指出“黑格尔并不愿离开哲学界，就算是在分析哲学里。”黑格尔意识到他的愚民政策，并将此作为他哲学思想的一部分，他接受并将超于其每日有限的想法及概念。在文章《谁抽象思考了？》中，他指出并不是哲学家思想抽象化，而是那些门外汉想的抽象了。他们思维定式，不根据环境思考问题。哲学家的想法是正确的，因为他们超越了日常概念的限制，更广义的理解事物。这就是哲学思想及语言对于门外汉总显得晦涩难懂的原因了。